# East Broad Street Commercial Building
El East Broad Street Commercial Building es un edificio histórico en Columbus (Estados Unidos). Fue construido en 1930 y catalogado como parte del Área de Recursos Múltiples de E. Broad St. en el Registro Nacional de Lugares Históricos en 1986. El edificio ha servido a numerosos negocios, incluidos consultorios médicos, agencias de seguros y una tienda Kroger. Los restaurantes chinos operaron fuera del edificio desde 1930 hasta 1995: Golden Lotus desde 1930 hasta 1950 y Jong Mea desde 1950 hasta 1995.
El East Broad Street Commercial Building ejemplifica el estilo neorrenacentista jacobetano. Está construido principalmente de ladrillo sobre una base de hormigón. La armadura de madera a dos aguas es de pizarra.